# Vaccaria liniflora
Vaccaria liniflora är en nejlikväxtart som först beskrevs av Pierre Edmond Boissier och Hausskn., och fick sitt nu gällande namn av Joseph Friedrich Nicolaus Bornmüller. Vaccaria liniflora ingår i släktet åkernejlikor, och familjen nejlikväxter. Inga underarter finns listade i Catalogue of Life.